# عصوية ذهبية سطح-جذرية
عصوية ذهبية سطح-جذرية (الاسم العلمي: Chryseobacterium rhizoplanae) هي نوع من البكتيريا، سلبية الغرام، تتبع جنس عصوية ذهبية.